# Mokdad Ounis
Mokdad Ounis (* 18. Mai 1983) ist ein deutscher Taekwondoin. Er startet in der Gewichtsklasse bis 74 Kilogramm.
Ounis kam mit 15 Jahren zum Taekwondo, er startet für den Verein Olympic Taekwondo Club Bonn. Ounis bestritt bereits im Jahr 2000 seinen ersten Weltcup, nimmt aber erst seit 2008 regelmäßig an internationalen Wettkämpfen teil. Im folgenden Jahr 2009 wurde er in die Sportfördergruppe der Bundeswehr in Sonthofen aufgenommen. Bei seiner ersten Weltmeisterschaft in Kopenhagen erreichte er in der Klasse bis 74 Kilogramm überraschend das Halbfinale und gewann nach einer Niederlage gegen Maxime Potvin die Bronzemedaille. Auch bei der Europameisterschaft 2010 in Sankt Petersburg konnte Ounis ins Halbfinale einziehen. Er verlor gegen Rıdvan Baygut und erkämpfte sich Bronze. Ounis gewann im gleichen Jahr auch bei der Militärweltmeisterschaft in Saint-Jean-sur-Richelieu mit Silber eine Medaille. Bei der Europameisterschaft 2012 in Manchester erreichte er das Viertelfinale.